# Антонов, Михаил Александрович
Михаи́л Алекса́ндрович Анто́нов (род. 4 января 1986, Устинов) — российский шоссейный велогонщик, на профессиональном уровне выступает начиная с 2007 года. В составе таких команд как «Катюша», «Итера-Катюша» и «Локосфинкс» неоднократно становился победителем и призёром престижных шоссейных гонок. На соревнованиях представляет Удмуртскую республику, мастер спорта.

## Биография
Михаил Антонов родился 4 января 1986 года в городе Ижевске, Удмуртия. Активно заниматься велоспортом начал в раннем детстве, проходил подготовку в местной детско-юношеской спортивной школе, в разное время тренировался под руководством таких специалистов как С. С. Захарова, А. Н. Шишкин, М. Г. Ведерников. Состоит в ЦСКА.
Первого серьёзного успеха в шоссейном велоспорте добился в 2007 году, когда выиграл чемпионат России среди молодёжи и принял участие многодневной гонке «Гран-при Сочи», где на стартовом этапе финишировал третьим. Год спустя присоединился к континентальному отделению профессиональной команды «Катюша», участвовал в «Туре Нормандии» во Франции, в частности, занял третье место на седьмом этапе. Ещё через год одержал победу в однодневных гонках «Кубок мэра» и «Мемориал Олега Дьяченко» в Москве, расположился на первой строке в генеральной классификации ежегодной многодневной гонки в Удмуртской Республике.
В 2010 году Антонов состоял в фарм-клубе «Итера-Катюша» и позже в основном составе «Катюши», в этот период выступал во многих престижных французских гонках, в том числе победил в генеральной классификации «Гонки в Андах», занял третье место на стартовом этапе «Тура Луара и Шера», стал шестнадцатым в «Туре Вандеи», при этом на «Мемориале Олега Дьяченко» был восьмым, а на «Гран-при Москвы» — девятым. В сезоне 2011 года выиграл пятый этап «Тура Луара и Шера», стал вторым в общем зачёте многодневной гонки «Кошице — Мишкольц» в Венгрии, занял шестое место в генеральной классификации «Тура Словакии», финишировал четвёртым на втором этапе «Тура Бретани».
Сезон 2012 года Антонов провёл в санкт-петербургской команде «Локосфинкс», удачно проехал «Вуэльту Риохи» и «Вуэльту Лиона» в Испании, в первом случае поднялся генеральной классификации до третьей позиции, во втором — получил бронзу на третьем этапе. Помимо этого, пришёл к финишу шестым на пятом этапе «Вуэльты Португалии», закрыл десятку сильнейших в многодневке Рут-дю-Сюд. Стал бронзовым призёром чемпионата России в мэдисоне и скретче (зимний чемпионат). В 2013 году в основном составе «Катюши» стартовал на многих престижных соревнованиях, проехал «Вуэльту Кастилии и Леона», «Вуэльту Бургоса», «Вуэльту Астурии» и пр., однако существенных достижений в этих гонках не добился, приходил к финишу далеко от призовых позиций.